# Důl Bilycka

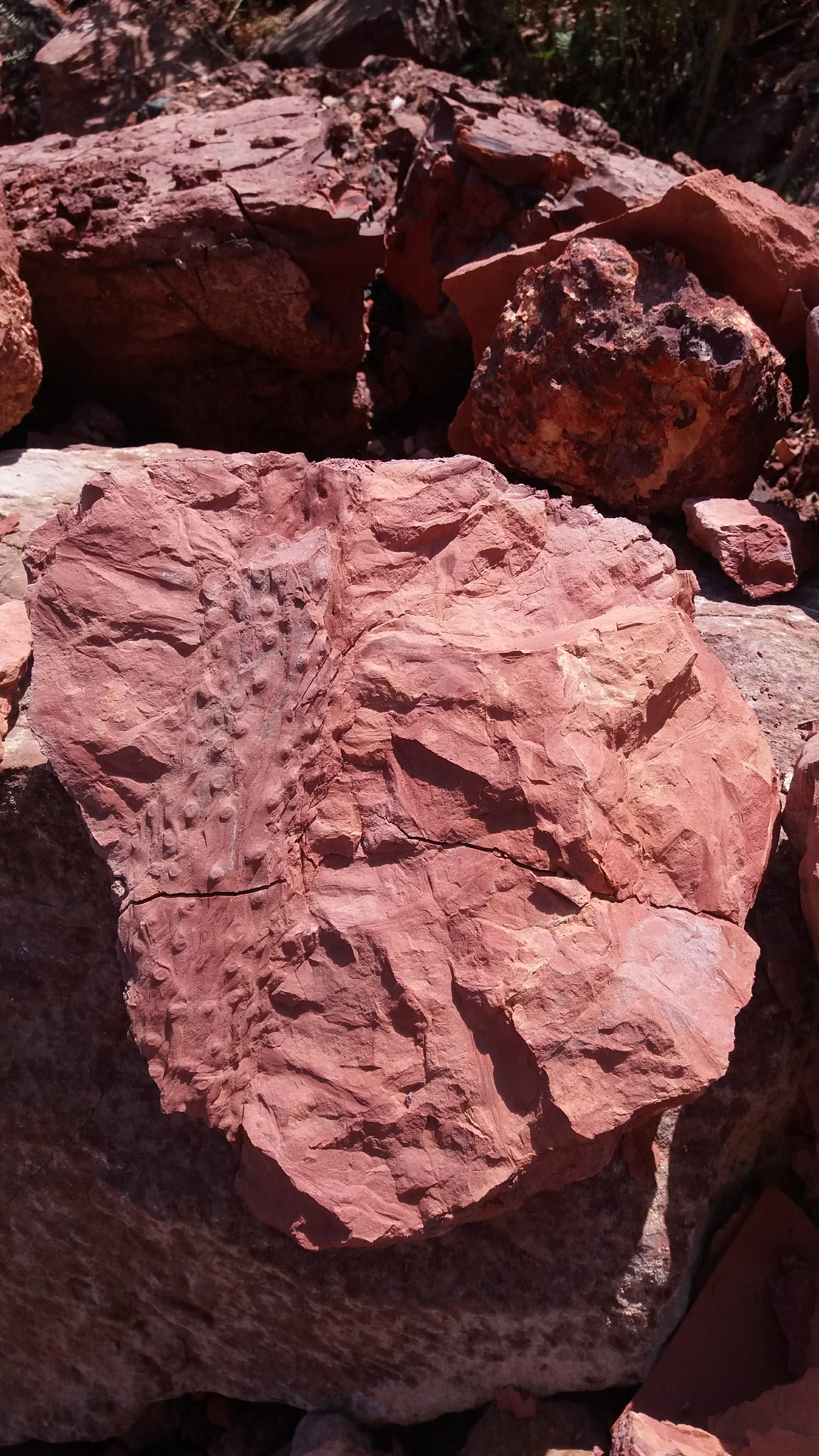
Fosilie kořenového systému vyhynulého plavuníku na výsypce dolu (září 2019)

Důl Bilycka je uhelný důl, který se nachází ve městě Bilycke v Doněcké oblasti. Důl byl otevřen v roce 1959. Předpokládalo se, že se vytěží každoročně 1,2 milionu tun uhlí. Skutečná produkce uhlí v 90. letech 20. století klesala z 1961 na 642 milionu tun uhlí.

## Nález zkameněliny v dole
Zkamenělina kořenového systému vyhynulého plavuníku (nejspíše Sigillaria nebo Lepidodendron). Nález patří do svrchního karbonu. Tento fragment byl nalezen na výsypce dolu Bilycka.